# Leegebruch

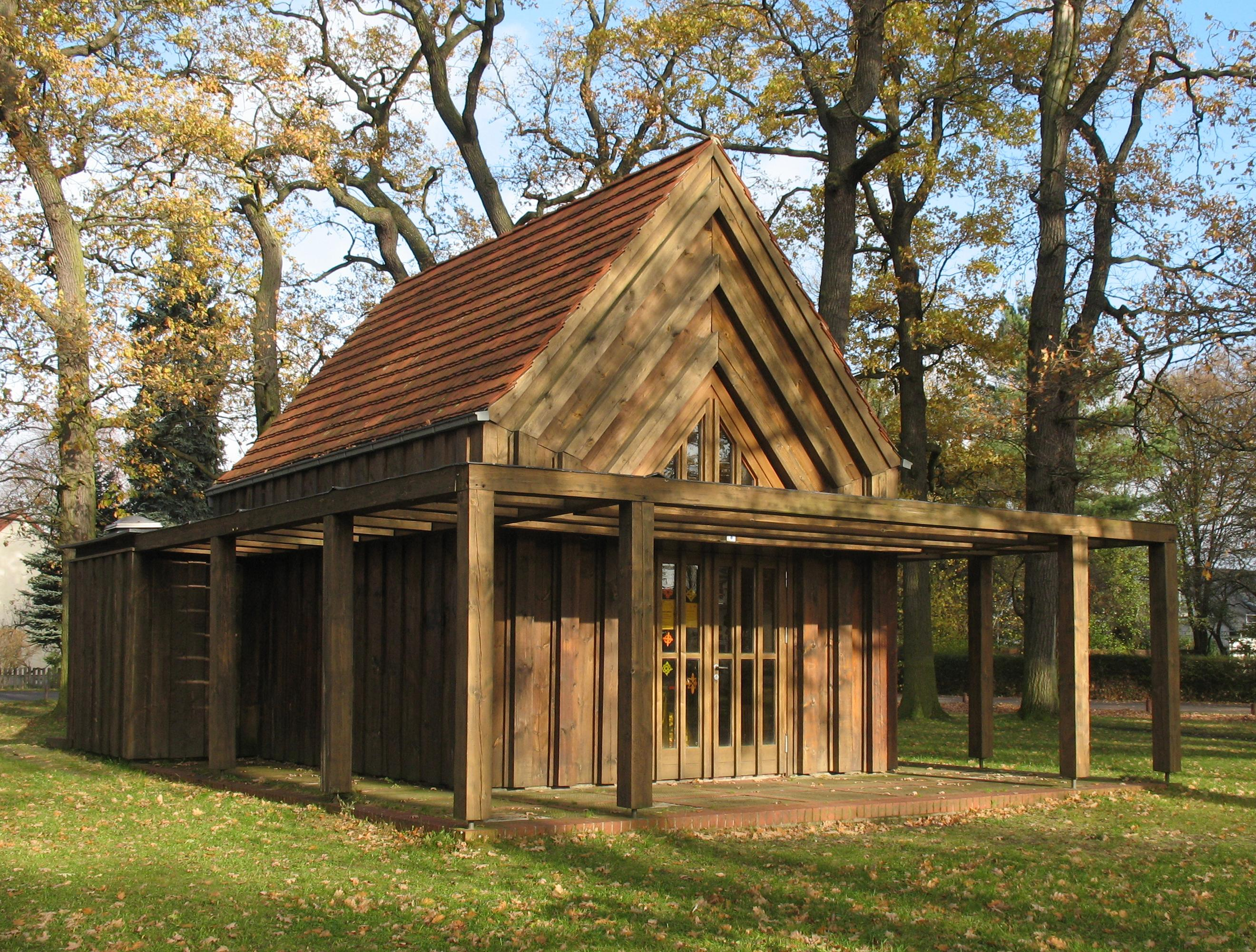
Chapelle

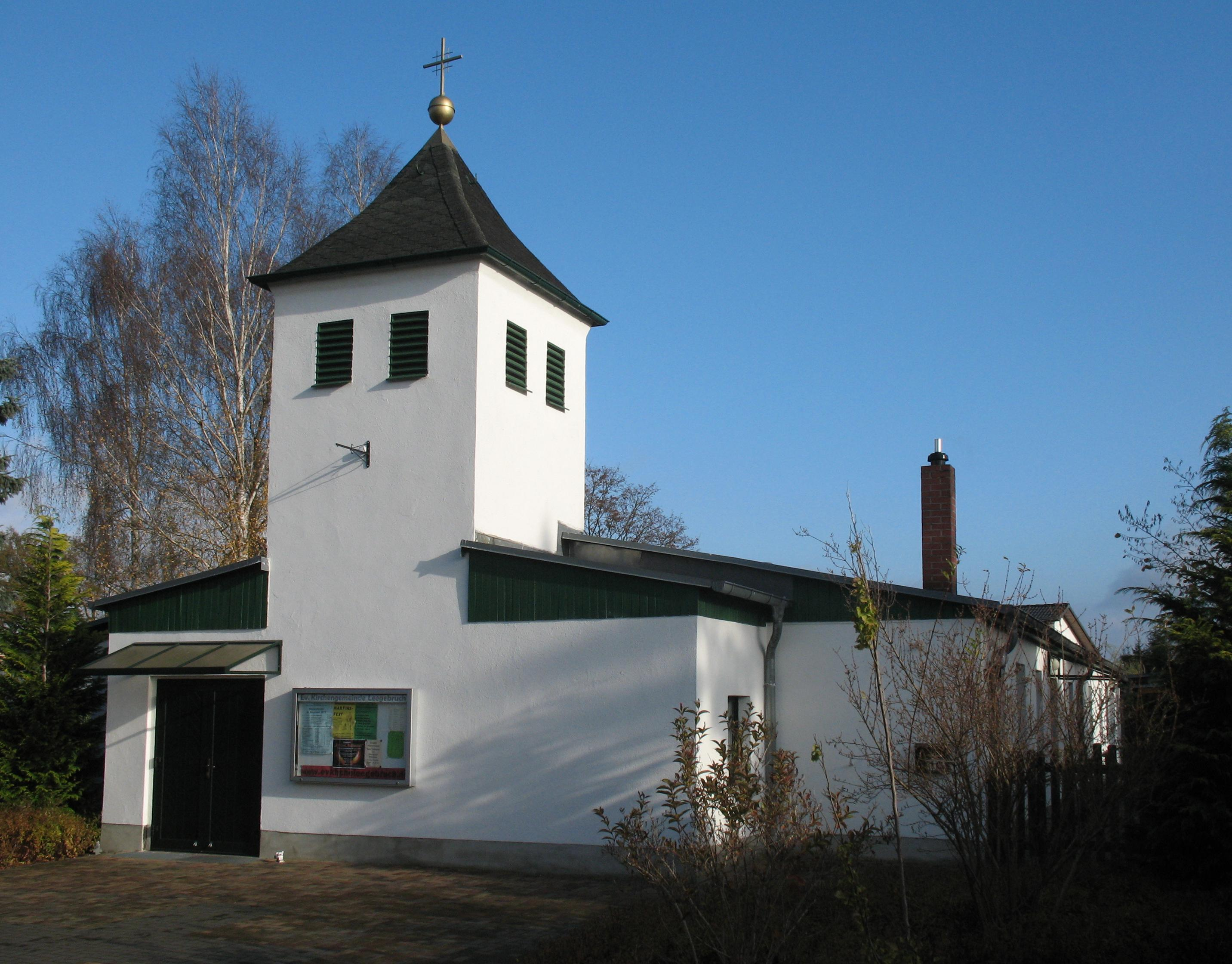
Église

Leegebruch  est une commune de Brandebourg (Allemagne), située dans l'arrondissement de Haute-Havel.

## Qui a habité ici
- Thomas Lück Chanteur et acteur allemand